# Méthane sur Mars

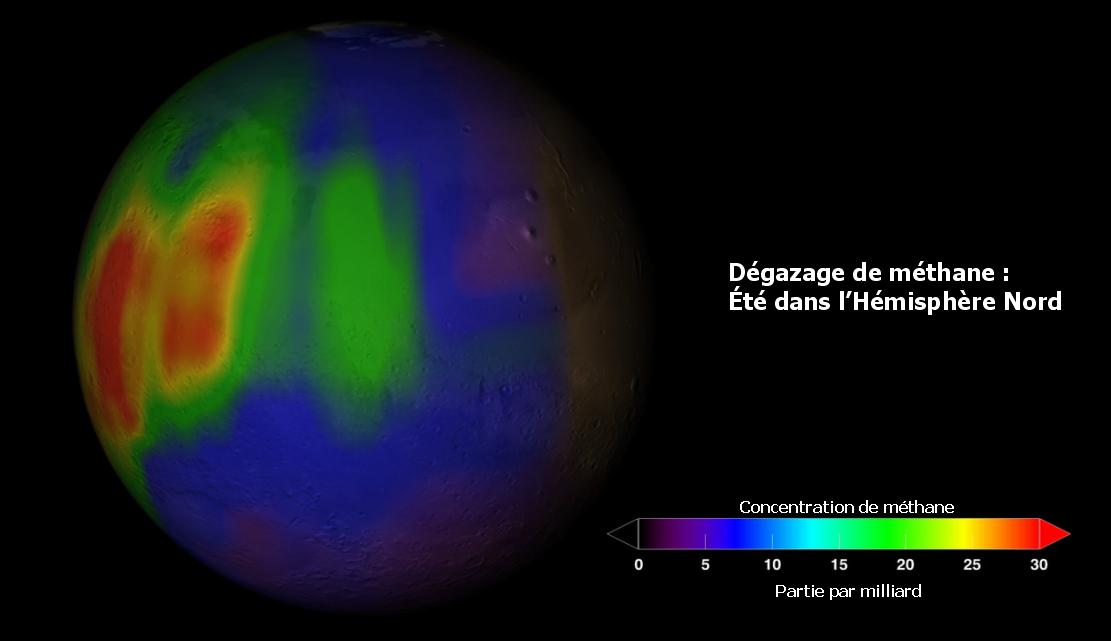
Visualisation de la répartition du méthane dans l'atmosphère martienne lors de l'été dans l'hémisphère nord

Des traces de méthane sur Mars sont détectées dans son atmosphère depuis le début du XXIe siècle. Le méthane étant un gaz instable dans l'atmosphère oxydante de Mars, sa détection épisodique impliquerait qu'une source est active sur la planète. En conséquence, la présence de méthane sur Mars suscite un fort intérêt de la part de géologues et d'astrobiologistes car ce gaz pourrait indiquer la présence d'une vie microbienne ou de procédés géochimiques sur la planète rouge.
Depuis la première détection, plusieurs appareils ont recueilli des concentrations très différentes lors de leur analyse, ce qui engendre de nombreux questionnements sur la production et l'élimination de ce composé chimique.

## Observations

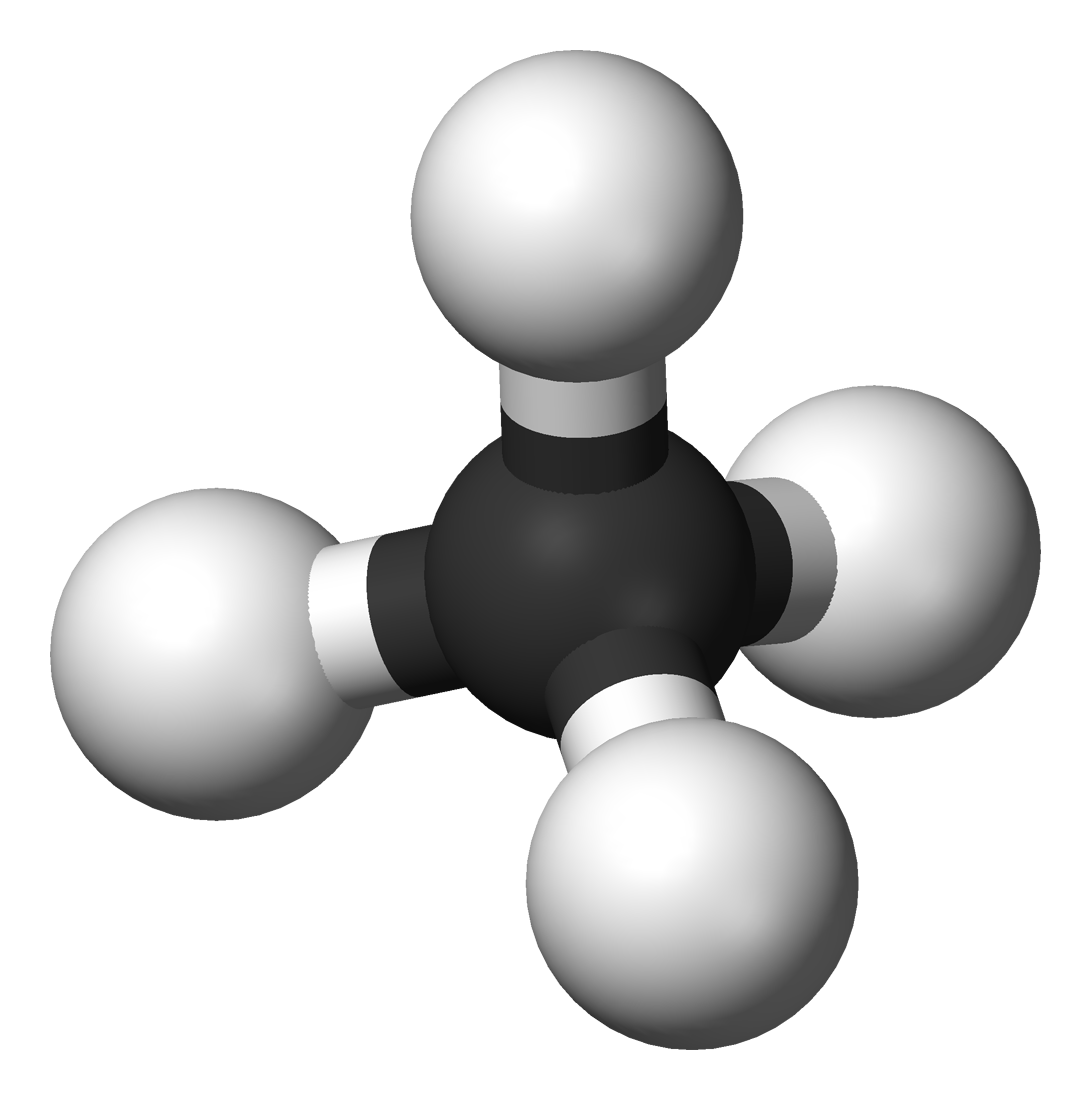
Modèle moléculaire boules-bâtonnets du méthane

Sur Terre, le méthane, de formule chimique CH4, est produit majoritairement par les bactéries en milieu anaérobie, par l'utilisation des énergies fossiles, par la digestion des ruminants et par les déchets humains,,,.
La première prise de mesure de méthane sur Mars remonte à 1999. Ces données sont obtenues à partir d'observations spectroscopiques de télescopes terrestres,.

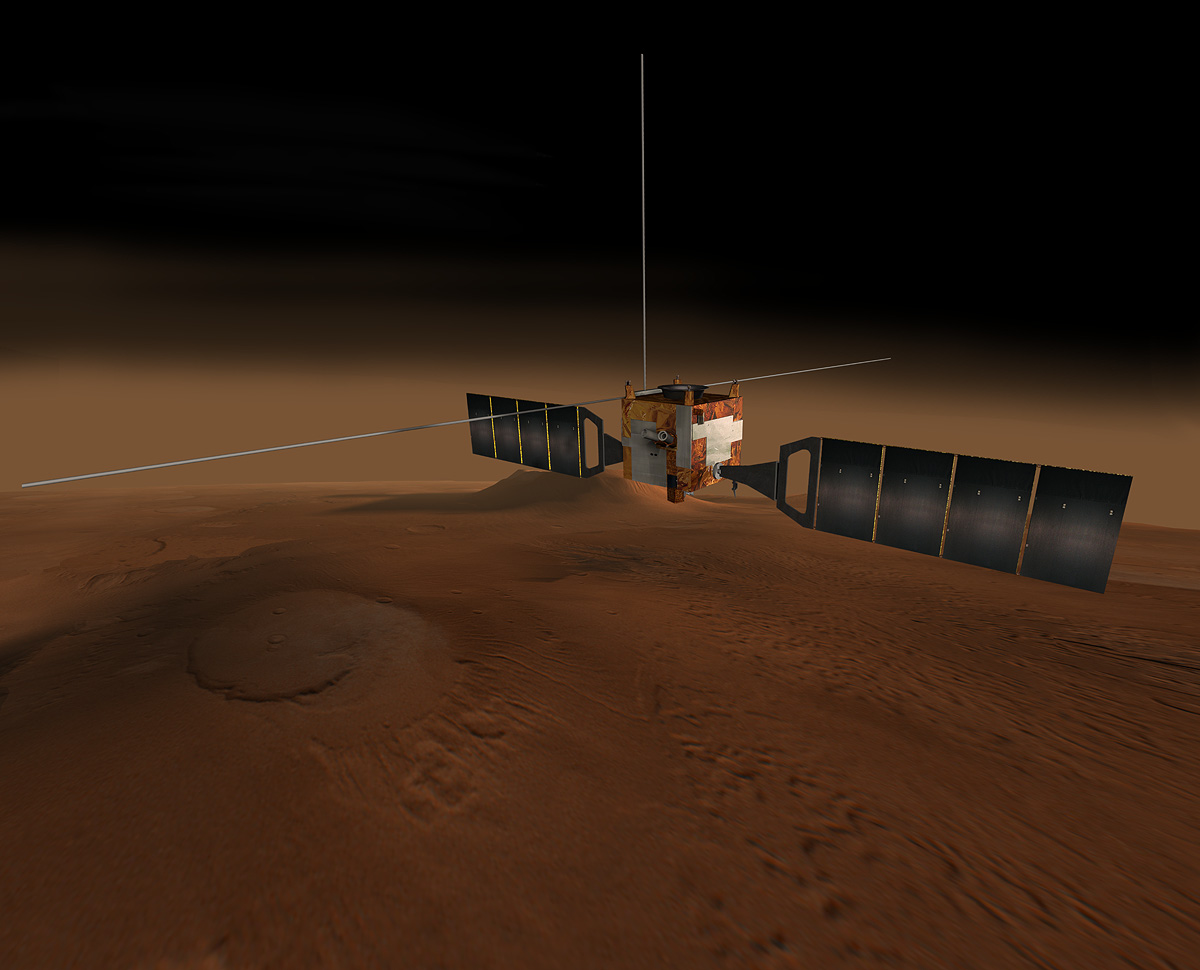
Illustration de la sonde spatiale Mars Express de l'ESA

C'est cependant en 2004 qu'une première prise de mesure atmosphérique est réalisée avec le Planetary Fourier Spectrometer (en) de Mars Express. Les résultats préliminaires indiquent la présence de 0 à 30 parties par milliard par volume (ppbv) avec une moyenne d'environ 10 ppbv. Trois télescopes terrestres confirment par la suite cette détection, décelant cependant des variations dans les résultats recueillis en 2003 et 2006. Ces changements indiqueraient la possibilité de la production localisée et saisonnière de méthane sur la planète. Cependant, cette sonde spatiale ne fera plus aucune détection de méthane dans l'atmosphère avant 2014.

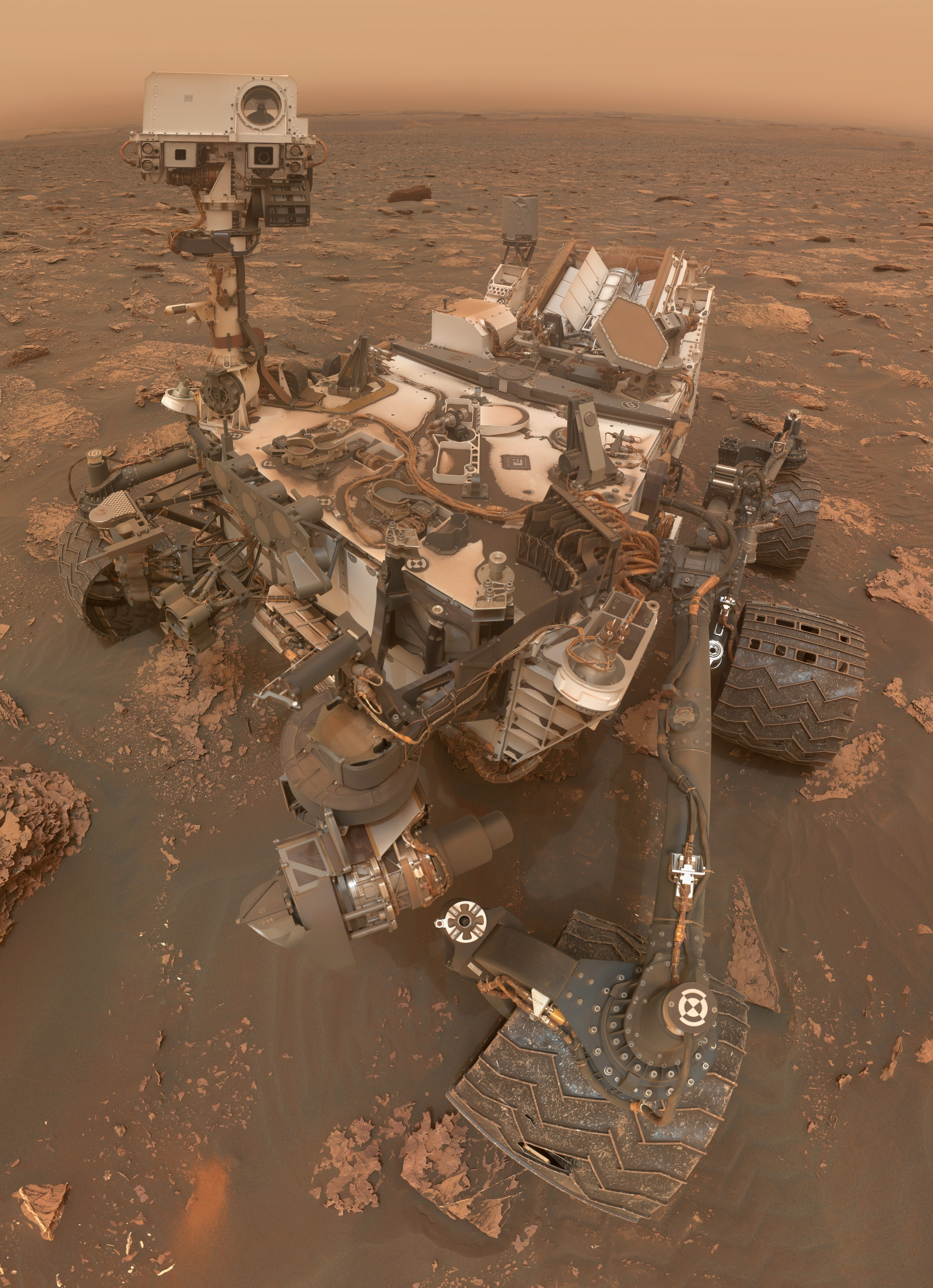
Autoportrait pris par Curiosity durant une tempête de poussière

Au début des années 2010, l'astromobile Curiosity est déployé directement sur la surface de Mars et ses instruments de mesure, dont ceux du Sample Analysis at Mars (SAM), permettent d'obtenir des valeurs d'abondances chimiques très précises. La combinaison des observations de Curiosity et de Mars Express amènent les chercheurs à envisager avec une certaine confiance la persistance du composé dans l'atmosphère martienne.
Une mission de l'Organisation indienne pour la recherche spatiale (ISRO), la Mars Orbiter Mission, vise également à quantifier les concentrations de méthane sur Mars. Cependant, lors de son arrivée en orbite autour de la planète le 24 septembre 2014, on constate que l'appareil est incapable d'effectuer les mesures à ce niveau,.

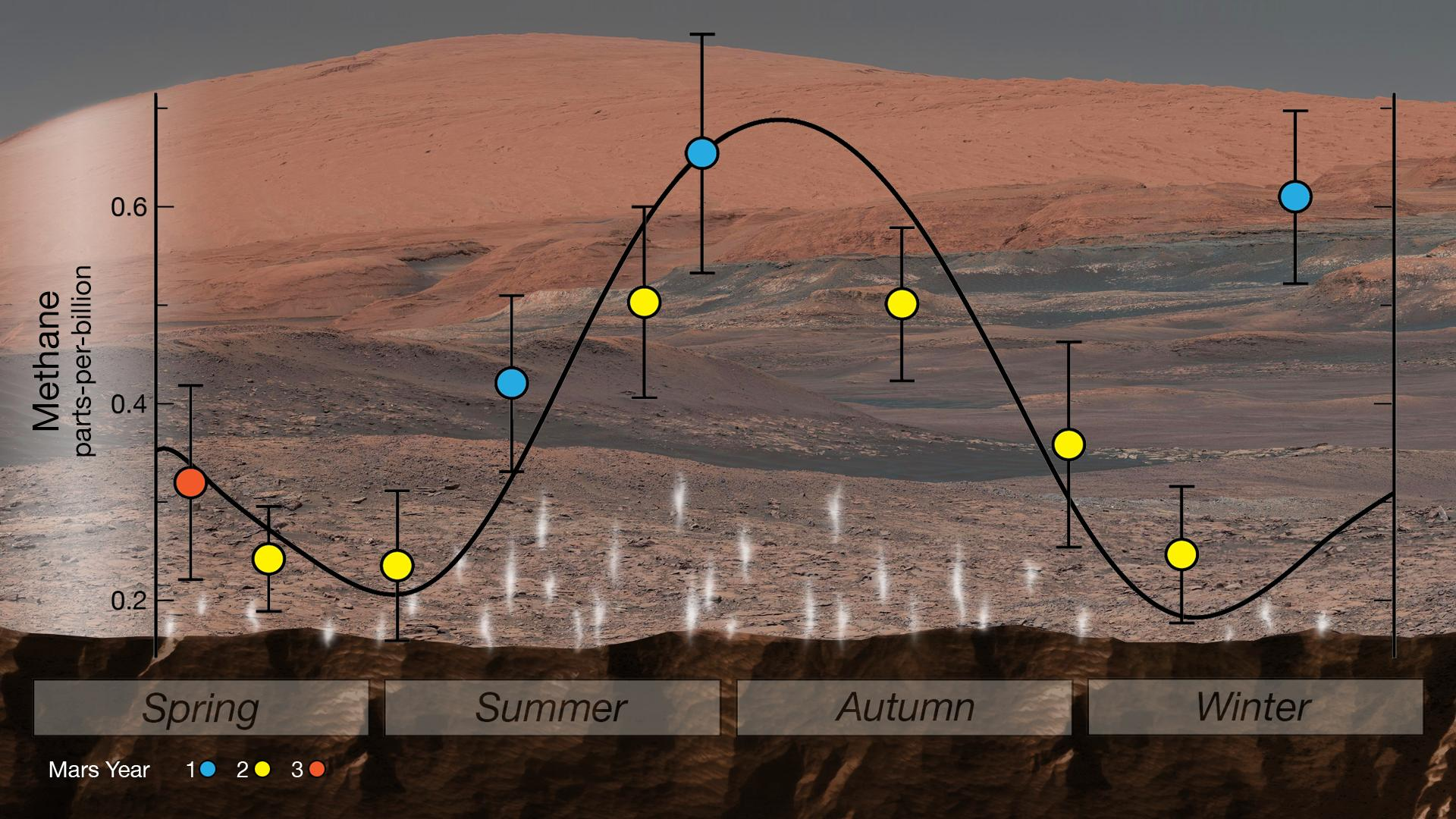
Le Curiosity Rover a détecté des variations saisonnières cycliques quant à l'émission de méthane sur Mars.

De 2012 à 2018, Curiosity se déplace sur la planète rouge pour compiler différentes données. Ces six années de déplacements permettent de quantifier des variations saisonnières dans l'émission de méthane sur cette planète. Ces variations saisonnières restent cependant une source de questionnements pour les scientifiques.

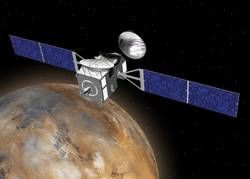
ExoMars Trace Gas Orbiter (TGO) de l'Agence spatiale européenne (ESA).

Entre-temps, en 2016, la sonde ExoMars Trace Gas Orbiter (TGO) commence à collecter des données sur l'atmosphère martienne. Cependant, les observations du TGO ne concordent pas avec celles de l'astromobile. Ainsi, par exemple, en juin 2019, Curiosity enregistre le plus grand pic d'émission de méthane, soit un taux de 21 ppbv. Cependant, deux mois plus tôt, le TGO avait démontré que les concentrations de méthane étaient sous la limite détectable, soit en dessous de 0,05 ppbv,.
Certains scientifiques remettent en question la fiabilité des observations de l'astromobile. L'équipe du SAM effectue un contrôle rigoureux des instruments et affirme que rien ne peut laisser présager un mauvais fonctionnement de ceux-ci. En 2019, une étude du planétologue John E. Moores (d), de l'Université York, propose une explication des valeurs divergentes, qui seraient causées par la période de la journée à laquelle les données sont recueillies. En effet, pour permettre une prise de données efficace et une perte minimale d'énergie, Curiosity prend les données concernant le méthane sur Mars durant la nuit martienne,. De son côté, le TGO recueille ses valeurs au terminateur car il nécessite la lumière du soleil pour repérer la présence de gaz à environ 5 km de la surface de la planète. La recherche de Moores et al. propose l'hypothèse de la dispersion des gaz dans la couche limite, ce qui diminuerait grandement la quantité perçue par des appareils durant la journée en comparaison avec la nuit. Durant la nuit, la couche limite atmosphérique diminue grandement avec la descente des gaz plus froids vers la surface de la planète. Ainsi, l'astromobile de la NASA peut facilement détecter les variations. Cependant, au lever du jour, la chaleur du Soleil entraine une convection atmosphérique, mélangeant les gaz contenus à la surface avec ceux plus hauts. La détection de ces gaz devient alors plus difficile,. L'équipe du Curiosity a aussitôt testé cette hypothèse. La moyenne des valeurs diurnes de méthane dans l'atmosphère de Mars équivaut à 0,05 ± 0,22 ppbv, tandis que celles de la nuit se retrouvent plutôt à 0,52 ± 0,10 ppbv.
Pour le moment, aucun instrument utilisé pour détecter le méthane sur Mars permet de distinguer les différents isotopologues du composé, ce qui empêche de déterminer son origine géophysique ou biologique.

## Hypothèses

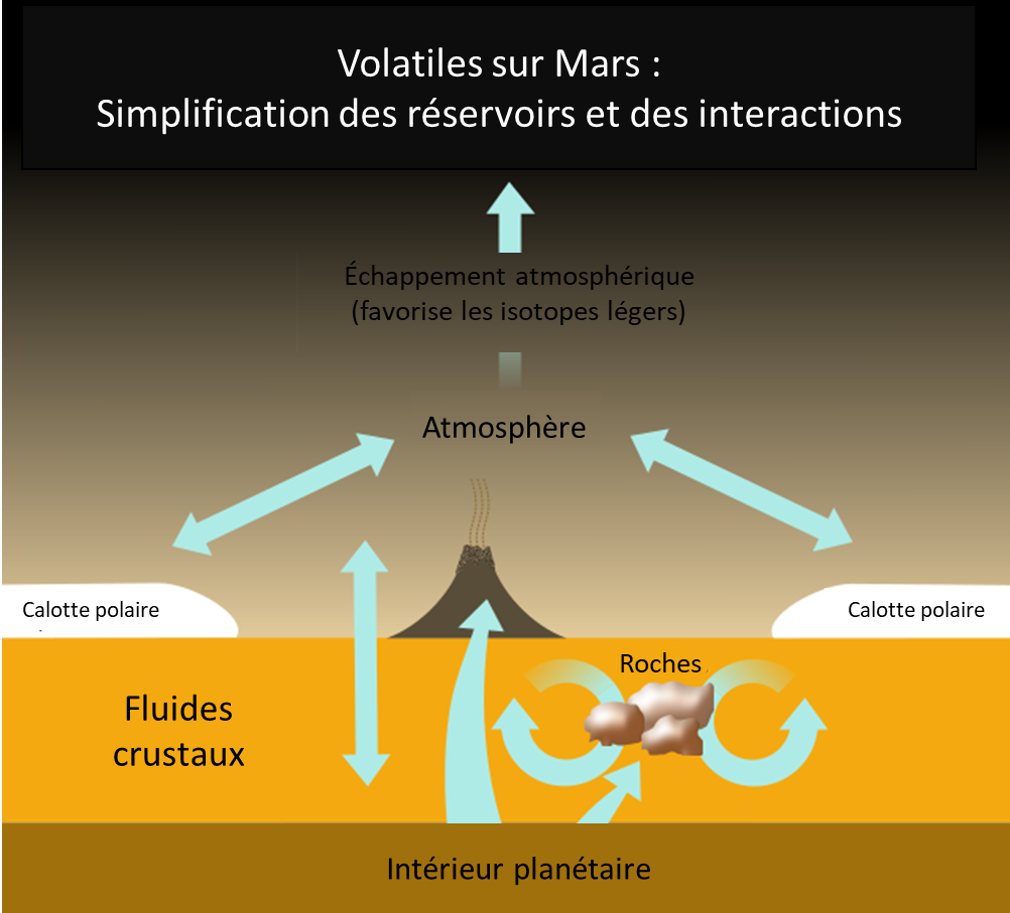
Éléments volatils sur Mars.

Des scientifiques estiment à environ 300 ans la durée de vie du méthane dans l'atmosphère de Mars, ce qui suggère la présence d'une ou de plusieurs sources de méthane toujours actives sur la planète. De plus, des fluctuations périodiques du volume de méthane sous-entendent qu'il aurait au moins deux sources : une constante et une oscillante,.

### Variations saisonnières
Certaines recherches proposent que les variations de la concentration de méthane sont engendrées par la gelée du tiers du dioxyde de carbone présent dans l'atmosphère martienne. En effet, durant l'hiver des hémisphères nord et sud de la planète, l'abaissement de la température entrainerait la formation de glace carbonique, qui s'ajoute aux calottes polaires martiennes, ce qui augmenterait la concentration de méthane détectée. Cependant, un écart significatif entre la quantité de méthane mesurée et celle qui est calculée en fonction de ce phénomène pose problème.

### Sources géophysiques

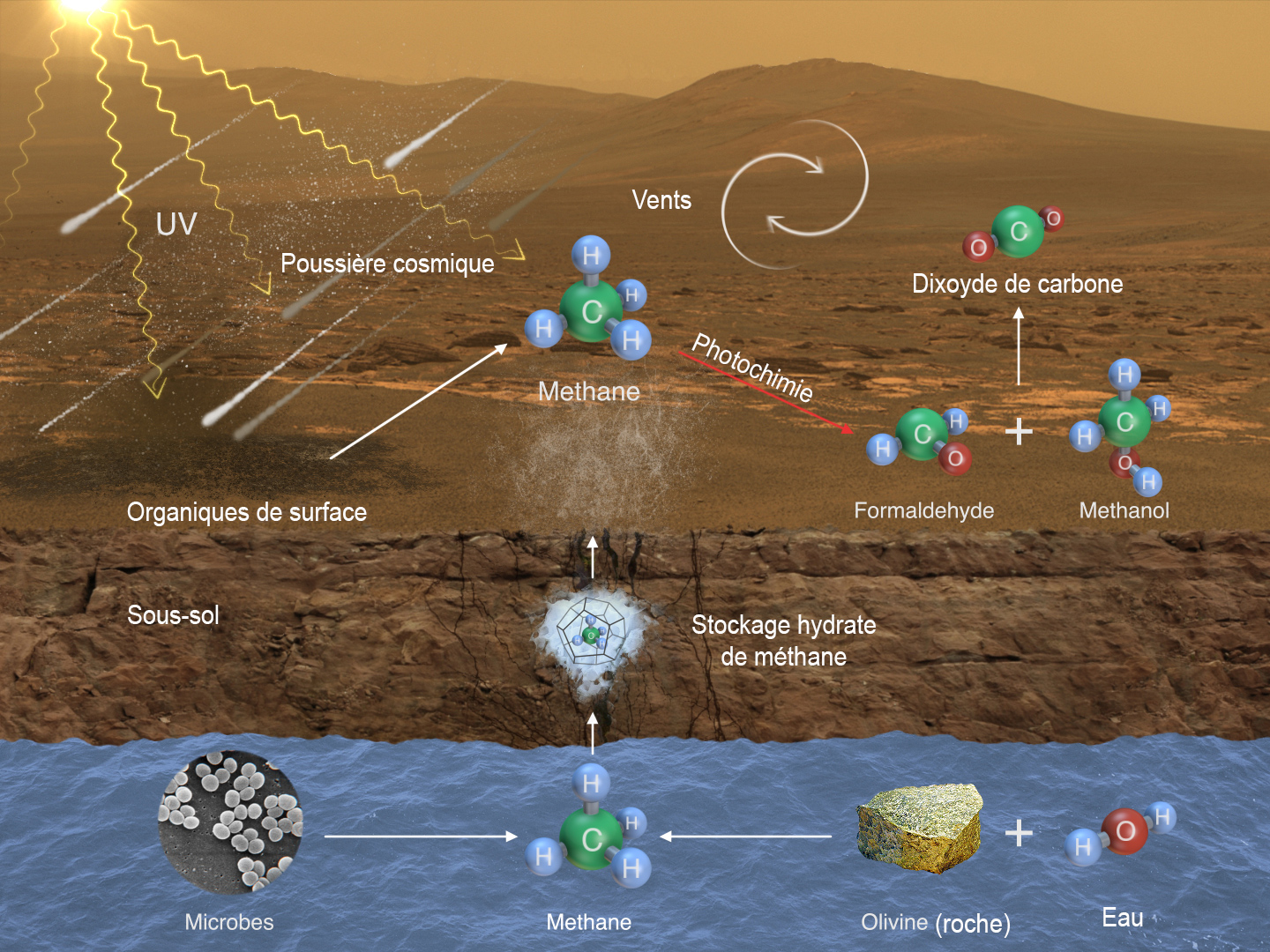
Sources possibles et puits de méthane sur Mars

Les sources les plus probables de méthane sur la planète rouge sont liées à des réactions non biologiques telles que les interactions eau-roche, la radiolyse de l'eau et la formation de pyrite. Tous ces phénomènes produisent de l'H2 pouvant par la suite créer du méthane et d'autres hydrocarbures par le procédé Fischer-Tropsch. L'hydrogène et le monoxyde de carbone synthétisent du méthane dans une réaction du type :
CO + 3 H2 → CH4 + H2O
Le méthane pourrait également être produit par serpentinisation avec de l'olivine, de l'eau et du dioxyde de carbone dans la croûte de Mars, où les conditions requises seraient satisfaites. Le méthane pourrait aussi provenir de sources plus anciennes et être relâchée occasionnellement par des clathrates,.
Bien que l'activité volcanique est une source connue de méthane sur Terre, celle-ci ne compte qu'en proportion minime. Bien que Mars ait connu la présence de volcans actifs à sa surface par le passé, ceux-ci sont maintenant tous éteints. L'absence de dioxyde de soufre, qui accompagne normalement l'activité volcanique sur Terre, dans l'atmosphère martienne témoigne en effet de cette inactivité. Ainsi, l'activité volcanique ne peut pas être une source active de méthane sur la planète rouge.
Il a aussi été suggéré que le méthane proviendrait de météorites entrant dans l'atmosphère lorsque soumises à de hautes températures. Une étude de l'Imperial College London a cependant déterminé expérimentalement que la quantité de méthane relâché annuellement par des météorites équivaut à seulement 10 kg, soit une masse largement inférieure aux centaines de tonnes nécessaires pour remplir l'atmosphère martienne. Les météorites ne peuvent alors pas être l'unique source de méthane sur la planète.
Finalement, les décharges électriques causées par des nuages de poussière pourraient créer du méthane à partir de glace et de dioxyde de carbone. En effet, des électrons, produits en grande quantité par le rayonnement UV et par le rayonnement cosmique, chargent d'abord électriquement les nuages. Cette charge fournit l'énergie nécessaire à la réaction entre le monoxyde de carbone et l'hydrogène, s'étant préalablement dissocié de la glace et du CO2 par ionisation ou radiation UV, formant ainsi le méthane.

### Sources biologiques

Cycle du méthane terrestre.

Sur Terre, le méthane provient majoritairement de voies biologiques. Sur Mars, l'origine vivante la plus probable serait celle de méthanogènes. Ces micro-organismes, indépendants du Soleil et de la photosynthèse, peuvent vivre dans des environnements inhospitaliers. Ils effectuent la synthèse du méthane à partir de dioxyde de carbone et d'hydrogène selon la réaction suivante, : 
CO2 + 4 H2 → CH4 + 2 H2O
Cette réaction implique la présence de dihydrogène (H2) dans l'atmosphère martienne. La proportion de H2 est très inférieure à celle du dioxyde de carbone. Ce H2 proviendrait de vapeur d'eau qui se divise en absorbant l'énergie des rayons ultraviolets du Soleil. Le monoxyde de carbone (CO) pourrait être produit par le même phénomène. Ainsi les micro-organismes martiens disposeraient de deux sources d'énergie, soit le CO et l'H2, dont la synthèse en CO2 et en H2O est fortement exothermique.

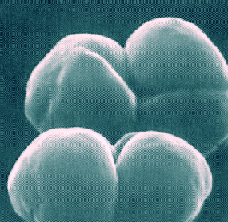
Methanosarcina barkeri fusaro

Sous la surface, où il est plus probable de retrouver de la vie, existent aussi d'autres sources potentielles d'hydrogène. Ces sources dépendent cependant à nouveau de la présence d'eau. Si la température y est assez élevée, l'eau liquide peut servir de source de H2 grâce à la radioactivité naturelle sous le sol. Ainsi, par exemple, sur Terre, des micro-organismes peuvent vivre de 2 à 3 kilomètres sous la surface de cette manière.
Une équipe de recherche de l'université de l'Arkansas a reproduit un environnement similaire à celui pouvant être retrouvé sous la surface de Mars. L'expérimentation avait pour but de tester la capacité des méthanogènes à survivre à différentes concentrations de perchlorate, un puissant oxydant. Les quatre espèces testées, Methanothermobacter wolfeii, Methanosarcina barkeri, Methanobacterium formicicum et Methanococcus maripaludis, ont toutes produit du méthane à des rythmes variant selon l'espèce et le sel testé.
La découverte de molécules organiques dans les roches sédimentaires par Curiosity est un autre indice de la possible vie sur Mars. Le SAM a ainsi notamment détecté la présence de thiophène, de benzène, de toluène et d'autres chaînes carbonées telles que du propane et du butène. Les concentrations observées étaient de l'ordre de dizaines de parties par million et les échantillons furent pris dans le cratère Gale en 2013.

### Drains potentiels
Sachant que la présence de méthane sur Mars varie de façon cyclique, un mécanisme doit être responsable de la diminution de CH4. La formation de glace carbonique abordée précédemment peut être en partie responsable de ces variations. De plus, les scientifiques savent que les atomes d'oxygène excités détruisent le méthane à partir de la surface jusqu'à une altitude 60 km, mais ce processus s'opère sur 300 ans et ne peut pas être responsable de cette variation. Une forte diminution du dioxygène (O2), conjuguée avec l'augmentation de CH4, a été observée par la ChemCam de Curiosity, suggérant l'existence d'un autre procédé d'oxydation inconnu,.
Le clathrate pourrait aussi être responsable de la diminution de méthane par condensation. En effet, l'hydrate de méthane est connu pour être instable dans les conditions de l'atmosphère martienne.